# Miary wzajemnie osobliwe
Miary wzajemnie osobliwe – określone na tej samej przestrzeni mierzalnej miary, które są skupione na rozłącznych podzbiorach przestrzeni. Miarę borelowską na przestrzeni euklidesowej nazywa się osobliwą, gdy jest osobliwa względem miary Lebesgue’a.
Pojęcie wzajemnej osobliwości rozważa się także dla miar ze znakiem, miar zespolonych czy miar wektorowych.

## Definicja

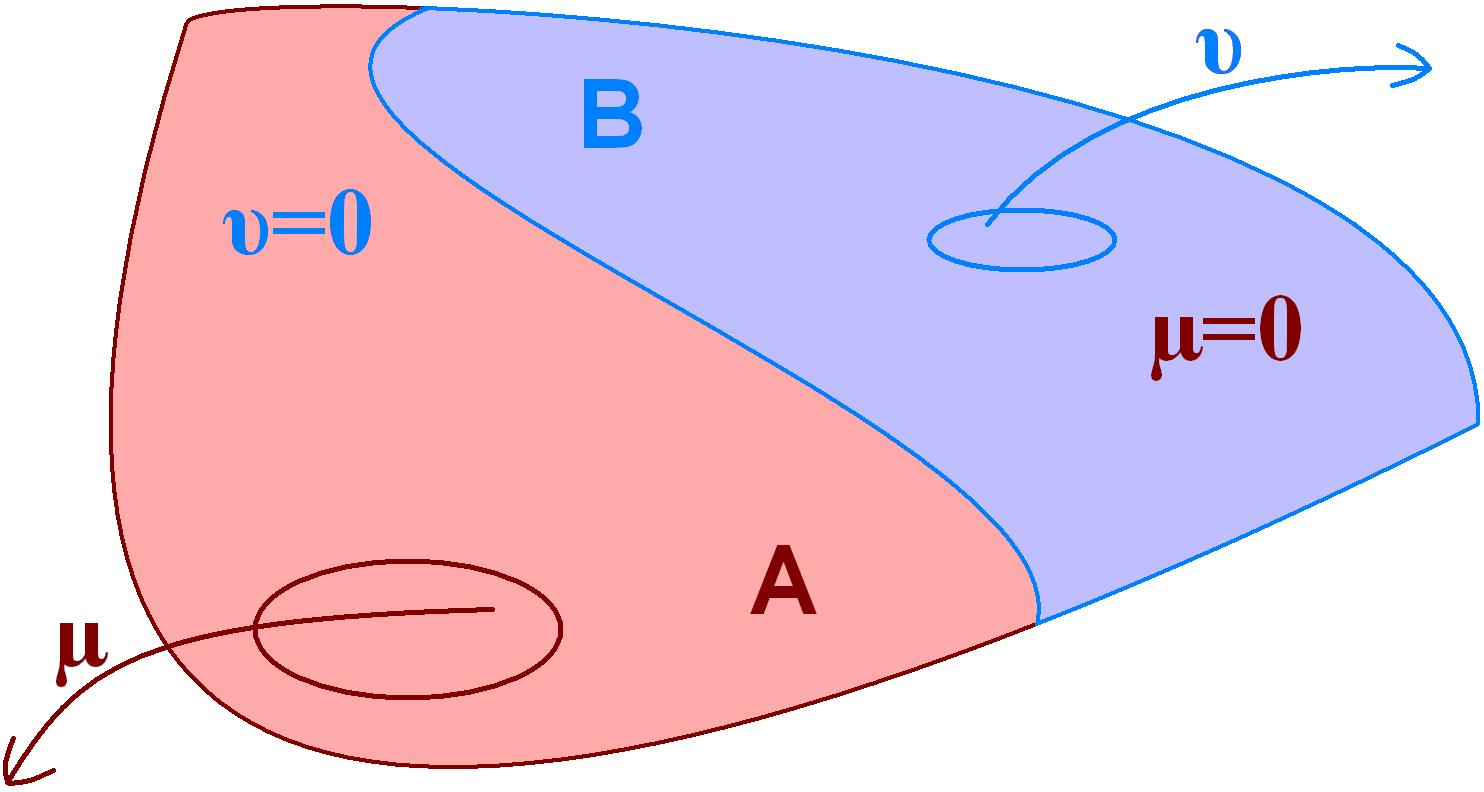
Ilustracja miar wzajemnie osobliwych

Niech {\displaystyle (X,{\mathcal {F}})} będzie przestrzenią mierzalną oraz niech {\displaystyle \mu } i {\displaystyle \nu } będą miarami na tej przestrzeni. Miary te są wzajemnie osobliwe, co oznacza się {\displaystyle \mu \perp \nu ,} gdy
- istnieje rozbicie przestrzeni na dwa niepuste zbiory {\displaystyle A,B\in {\mathcal {F}}}

oraz
- {\displaystyle \mu } zeruje się na wszystkich mierzalnych podzbiorach {\displaystyle B,} podczas gdy {\displaystyle \nu } zeruje się na wszystkich podzbiorach mierzalnych {\displaystyle A.}

Ponieważ {\displaystyle A} zawiera nośnik miary {\displaystyle \mu ,} a {\displaystyle B} zawiera nośnik miary {\displaystyle \nu ,} to powyższą definicję można wyrazić równoważnie w następujący sposób: miary {\displaystyle \mu } i {\displaystyle \nu } są wzajemnie osobliwe, jeżeli mają one rozłączne nośniki.

## Przykłady
- Delta Diraca skupiona w punkcie przestrzeni Euklidesowej jest osobliwa (względem miary Lebesgue’a).
- Rozkład Cantora ma ciągłą (ale nie bezwzględnie) dystrybuantę, tj. funkcję Cantora. Mimo ciągłości dystrybuanty rozkład Cantora jest osobliwy względem miary Lebesgue’a.